# Irredentisme in Corsica

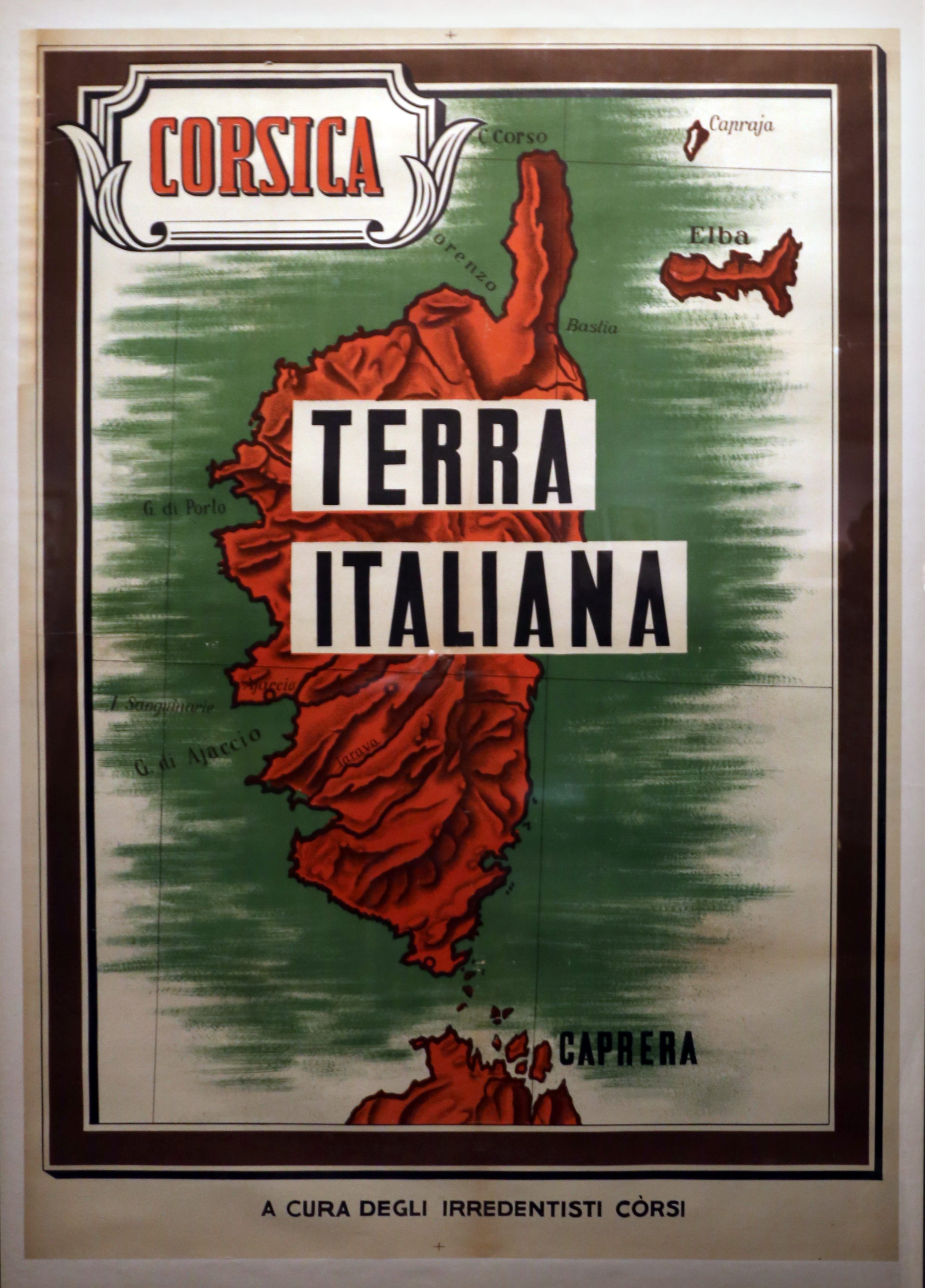
Corsicaanse irredentistische propaganda uit de Tweede Wereldoorlog.

Het irredentisme in Corsica is een opiniebeweging die aanwezig is bij een deel van de Corsicaanse bevolking, die zichzelf identificeert als Italiaans en de herbevestiging van het eiland aan Frankrijk afwijst. Het werd vooral waargenomen vanaf het midden van de 18e eeuw tot aan de Tweede Wereldoorlog (1939-1945). Met de oorlog en de bezetting door de Italiaanse strijdkrachten verdween dit irredentistische gevoel beetje bij beetje.